# Lijst van landen waar Portugees een officiële taal is

Kaart van landen die het Portugees als officiële taal hebben.

Dit is een lijst van de negen landen in de wereld die Portugees als officiële taal hebben. Deze landen liggen verspreid over Europa, Zuid-Amerika, Afrika en Azië. Het huidige Portugese taalgebied is het grootst in Zuid-Amerika. Hier heeft de taal, hoewel het van oudsher een Europese taal is, ook de meeste sprekers, met name in Brazilië. Dit hangt nauw samen met de vroegere Portugese koloniën.

## Staten
| Nr. | Land                 | Bevolking   | % van totaal |
| --- | -------------------- | ----------- | ------------ |
| 1.  | Brazilië             | 191.908.598 | 79,87%       |
| 2.  | Mozambique           | 21.284.701  | 8,86%        |
| 3.  | Angola               | 12.531.357  | 5,22%        |
| 4.  | Portugal             | 10.676.910  | 4,44%        |
| 5.  | Guinee-Bissau        | 1.503.182   | 0,63%        |
| 6.  | Oost-Timor           | 1.108.777   | 0,46%        |
| 7.  | Equatoriaal-Guinea   | 616.459     | 0,26%        |
| 8.  | Kaapverdië           | 426.998     | 0,18%        |
| 9.  | Sao Tomé en Principe | 206.178     | 0,09%        |
|     | Totaal:              | 240.263.160 | 100,00%      |

## Autonome gebieden
| Nr. | Gebied  | Bevolking | Status                                                            | % van totaal                                |
| --- | ------- | --------- | ----------------------------------------------------------------- | ------------------------------------------- |
| 1.  | Galicië | 2.700.823 | Een autonome regio van Spanje                                     | 56,4% spreekt een vorm van Portugees.       |
| 2.  | Macau   | 650.000   | Een Speciale Bestuurlijke Regio (SBR) van de Volksrepubliek China | 0,1% spreekt Portugees in huiselijke kring. |